# Ytterbium(II)-chlorid
Ytterbium(II)-chlorid ist eine anorganische chemische Verbindung des Ytterbiums aus der Gruppe der Chloride.

## Gewinnung und Darstellung
Ytterbium(II)-chlorid kann durch Reduktion von Ytterbium(III)-chlorid mit Wasserstoff bei 500 °C bis 600 °C oder mit Zink in Zinkchlorid bei 500 °C gewonnen werden, wobei erstere Reaktion zuerst 1929 von Wilhelm Klemm und Wilhelm Schüth berichtet wurde.
{\displaystyle \mathrm {2\ YbCl_{3}+H_{2}\longrightarrow 2\ YbCl_{2}+2\ HCl} }
Die Verbindung lässt sich auch durch Reduktion mit Lithium-Naphthalin gewinnen.
{\displaystyle \mathrm {YbCl_{3}+Li\longrightarrow YbCl_{2}+LiCl} }

## Eigenschaften
Ytterbium(II)-chlorid ist ein farbloser oder grüner Feststoff. Die Verbindung ist äußerst hygroskopisch und kann nur unter sorgfältig getrocknetem Schutzgas oder im Hochvakuum aufbewahrt und gehandhabt werden. An Luft oder bei Kontakt mit Wasser geht er unter Feuchtigkeitsaufnahme in Hydrate über, die aber instabil sind und sich mehr oder weniger rasch unter Wasserstoff-Entwicklung in Oxidchloride verwandeln. Die Verbindung besitzt eine Kristallstruktur vom Strontiumiodid-Typ und kristallisiert rhombisch mit den Gitterkonstanten a = 13,18 Å, b = 6,96 Å, c = 6,70 Å mit der Raumgruppe Pbca (Raumgruppen-Nr. 61). Klemm und Schüth beschrieben die Verbindung als nahezu farblosen, diamagnetischen Feststoff, der sich in Wasser mit gelber Farbe löst, wesentlich beständiger ist als Samarium(II)-chlorid und Europium(II)-chlorid nahesteht. Die Verbindung reagiert mit flüssigem Ammoniak und färbt sich dabei rot. Durch Abbau wurden Ammoniakate mit acht (rotgelb), zwei und einem Mol (gelb) Ammoniak nachgewiesen. Nach Zahl und Beständigkeit der Ammoniakate steht die Verbindung zwischen Calciumchlorid und Strontiumchlorid. Beim isothermen Abbau der Ammoniakate tritt eine geringere Ammonolyse auf als bei Samarium(II)-chlorid.

## Verwendung
Ytterbium(II)-chlorid kann in der organischen Chemie zur reduktiven Dimerisierung von ungesättigten Ketonen verwendet werden.